# Процедура консультації
Процедура консультації (Consultation Procedure) — процедура ухвалювання рішень у Європейському Союзі, яка надає Європейському парламенту можливість висловити свою позицію щодо законодавчої пропозиції Комісії. У визначених договорами випадках, Рада зобов'язана консультуватися з Парламентом, перш ніж голосувати пропозицію Комісію, і взяти його думку до уваги. Однак обов'язковою є тільки сама консультація, зважати на позицію Парламенту необов'язково. Процедура консультації застосовується в таких сферах, як: поліція та співпраця щодо кримінальних справ; перегляд договорів; сільське господарство; візи, надання притулку, імміграція та інші галузі, пов'язані з вільним рухом людей; транспорт (коли передбачається, що рішення матиме суттєвий вплив на певні регіони); правила конкуренції; економічна політика; тісніша співпраця і деякі інші.
Крім обумовлених законом випадків, Рада звертається до Парламенту по консультацію за ухвалення найважливіших рішень. Такі консультації необов'язкові

## Опис
У випадках, передбачених Договором, Рада Європейського Союзу проводить консультації з Парламентом перед прийняттям рішення за пропозицією Європейської комісії і забезпечує врахування думки Парламенту. Однак вона не пов'язана позицією парламенту, а лише обов'язком консультуватися з нею. Рада може внести поправки до пропозиції комітету лише одностайно, і з парламентом необхідно провести повторні консультації, якщо Рада занадто сильно відхиляється від початкової пропозиції.
Повноваження парламенту, як консультативно-дорадчого органу, в цій процедурі досить обмежені. Тим не менш, судова практика Суду Європейського Союзу визнає, що законопроєкт не може бути імплементований до надання Парламентом свого висновку, а останній взагалі не зв'язаний законодавчо встановленим строком для прийняття рішення.
Формально парламент має фактичне вето на пропозиції комісії. Тому вона може блокувати пропозиції, які визнані неприйнятними, але Рада може враховувати її поправки без урахування своїх рекомендацій. І навпаки, Комісія бере до уваги свої поправки в зміненій пропозиції, але її внески можуть бути проігноровані пізніше, якщо Рада внесе зміни до тексту на шкоду врахуванню цього.